# Castillo de los Estuardo

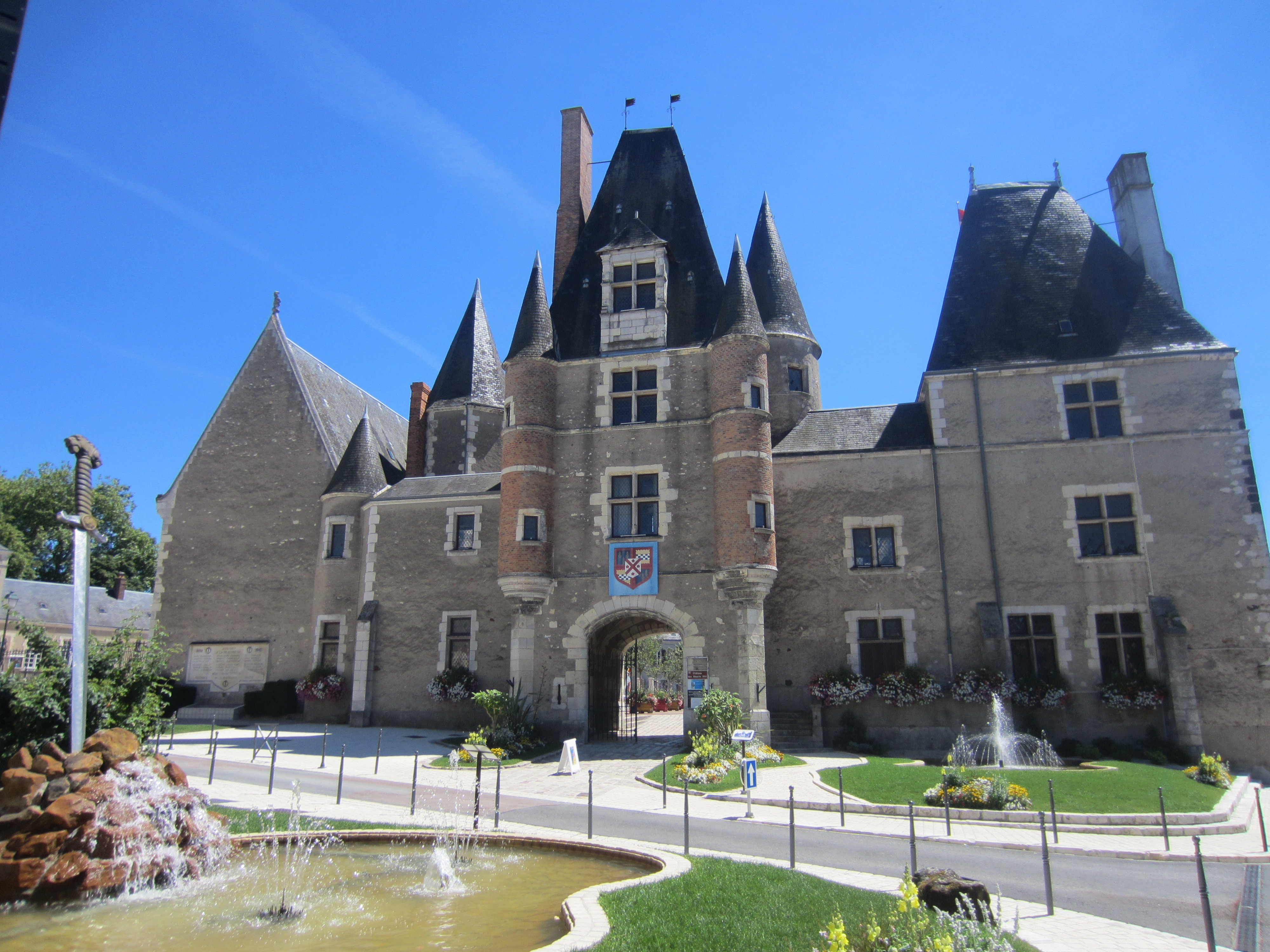
Fachada exterior de acceso

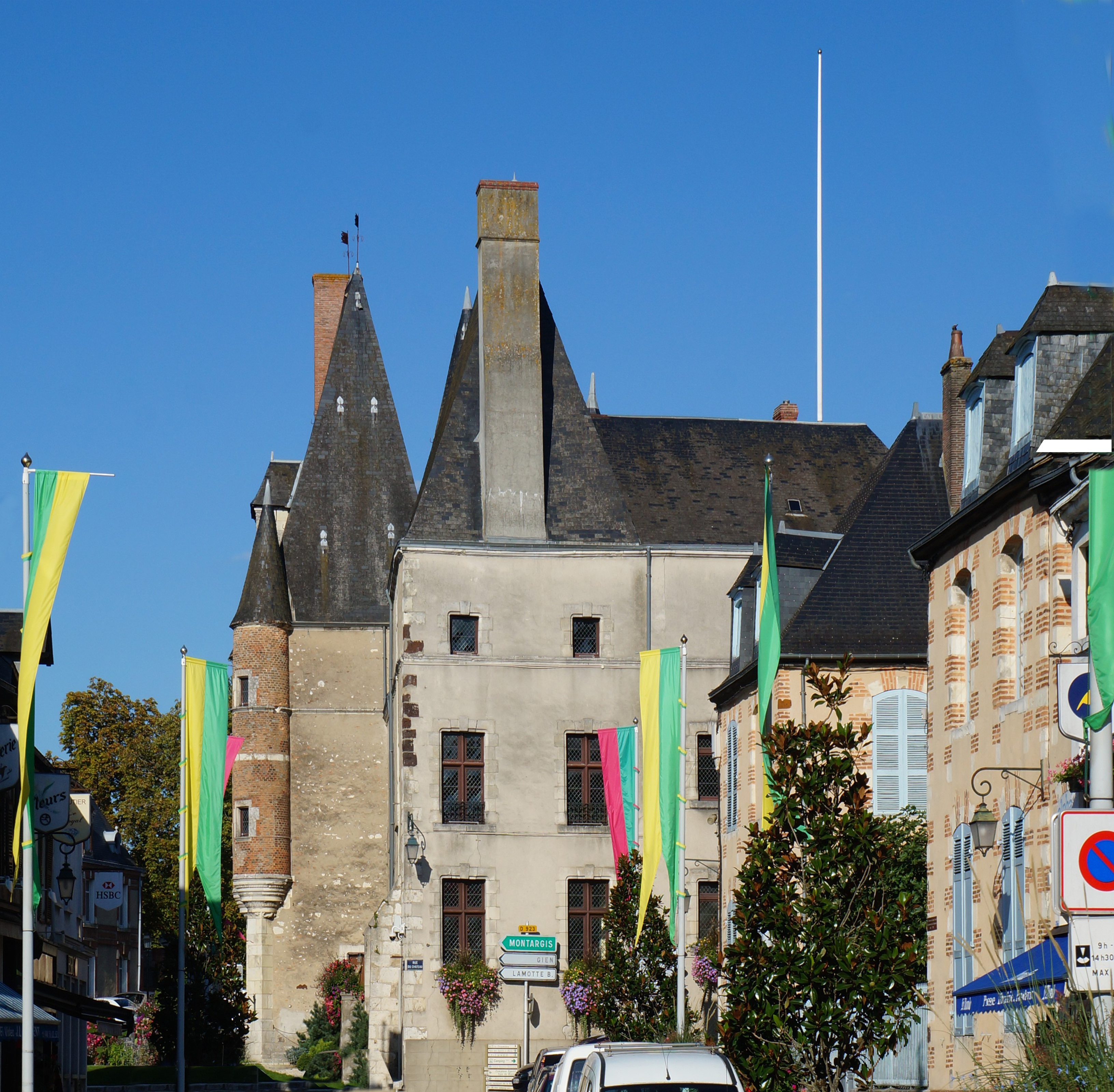
Ala lateral

El castillo de los Estuardo (en francés: château des Stuarts) es un château renacentista francés situado en la comuna de Aubigny-sur-Nère, en el departamento del Cher. Situada en el centro de la pequeña ciudad, fue la antigua residencia ducal de los Estuardo, conservando pese a las muchas modificaciones parte de su arquitectura del primer Renacimiento con elementos medievales.
El castillo fue objeto de una clasificación al título de monumentos históricos del país en la lista de 1862.
Se utiliza actualmente como ayuntamiento y como museo. La gran sala del castillo se abre todo el año con exposiciones de arte. El castillo es uno de los elementos más visitados de la Ruta Jacques-Cœur en la ciudad.

## Historia
El edificio toma su nombre de Robert Stuart de Aubigny  que lo hizo construir al inicio del siglo XVI. Muchas modificaciones y restauraciones fueron hechas en los siglos XVII y XIX.
Fue reconstruido y embellecido por  Louise de Keroualle, duquesa de Aubigny y de Porsmouth. El castillo antiguamente consistía en dos alas unidas por un pabellón de entrada. Durante el siglo XIX, el conjunto sufrió muchos cambios. Del edificio original, apenas queda  la construcción de la fachada y el ala izquierda. En la década de 1950, un edificio de hormigón para uso escolar y para los servicios municipales se adosó al ala derecha. En abril de 2010, ese edificio, que desfiguraba el castillo fue demolido.
El pabellón de entrada, con sus torretas en voladizo y su notable pórtico, lleva en la clave las armas de Robert Stuart. 